# North Fork
Die North Fork (englisch für Nordgabel) ist das nördliche der beiden Seitentäler des Wright Valley im ostantarktischen Viktorialand. Vom südlichen Seitental South Fork wird es durch den Tafelberg Dais getrennt.
Benannt wurde das Tal von Teilnehmern einer von 1958 bis 1959 dauernden Kampagne im Rahmen der neuseeländischen Victoria University’s Antarctic Expeditions.